# 赵冰岩
赵冰岩（1922年—1975年），男，山西定襄人，中华人民共和国政治人物，曾任湖南省人民委员会副省长，中共湘潭地委副书记兼中共湘潭市委书记。